# Notepad2
Notepad2 is een opensourceteksteditor voor Windows die wordt vrijgegeven onder een BSD-licentie. Het is geschreven door Florian Balmer en de eerste versie verscheen in april 2004. Het maakt gebruik van Scintilla, een open-source component voor bewerking van broncode.

## Overzicht
Het bevat syntaxiskleuring voor allerlei computertalen evenals enkele bestandsformaten. Daarnaast bevat het automatische indentatie, opsporen van open- en sluithaken, conversie tussen ASCII, UTF-8 en UTF-16, meervoudig ongedaan maken en herhalen, conversie van regeleindes (voor DOS, Unix en Mac) en zoeken/vervangen met behulp van reguliere expressies.
Balmer heeft aangegeven dat bepaalde mogelijkheden niet aan Notepad2 zullen worden toegevoegd aangezien deze niet passen binnen zijn visie voor Notepad2: een eenvoudige op Notepad lijkende teksteditor. Dit geldt ook voor de meest gevraagde toevoeging voor Notepad, een Multiple Document Interface.